# Жуасаба
Жуасаба (порт. Joaçaba) — муниципалитет в Бразилии, входит в штат Санта-Катарина. Составная часть мезорегиона Запад штата Санта-Катарина. Входит в экономико-статистический микрорегион Жуасаба. Население составляет 24 850 человек на 2007 год. Занимает площадь 232,354 км². Плотность населения — 105,16 чел./км².

## История
Город основан 25 августа 1917 года.

## Статистика
- Валовой внутренний продукт на 2005 составляет 619.934.000,00 реалов (данные: Бразильский институт географии и статистики).
- Валовой внутренний продукт на душу населения на 2005 составляет 24.947,00 реалов (данные: Бразильский институт географии и статистики).
- Индекс развития человеческого потенциала на 2000 составляет 0,866 (данные: Программа развития ООН).